# Dario Arbina
Dario Arbina (Tigre, 1973 - 4 de diciembre de 2015) fue un reconocido diseñador, dibujante y pintor argentino.

## Carrera
Siendo un adolescente, a lo largo del colegio secundario, presentaba sus diseños en cuanta oportunidad encontrara. Con 18 años comenzó la carrera de Diseño Indumentario y Textil en la Universidad de Buenos Aires, pero luego de 3 años se cambió a la Universidad de Bellas Artes, donde cursó 2 años.[cita requerida] Allí incursionó y explotó su otra pasión: la pintura. De esta forma, la creación de cuadros y diseños indumentarios, inspirados por las formas y la estética más delicada, siempre fueron de la mano junto con la desbordante sensación de querer crear incesantemente. Finalmente, se recibió de diseñador indumentario en el Instituto de Arte y Diseño Ditirambo. 
Su primera experiencia laboral en el mundo de la alta costura fue en Chez Rita. Profundizó sus conocimientos observando y comprendiendo la importancia del diseño siguiendo a las grandes figuras del mundo de la moda internacional, como Oscar de la Renta, Carolina Herrera y Chanel. 
Considerado como uno de los referentes de la moda en los comienzos del siglo XXI junto a otros grandes exponentes vanguardistas como Jorge Ibáñez y  Claudio Cosano. Realizaba vestidos de alta costura, novias y desfiles con prestigiosas modelos, como Anamá Ferreyra (su gran amiga), Ingrid Grudke, Mónica Antonópulos, Dolores Barreiro, Nicole Neumann, Cinthia Garrido, Zaira Nara, Andrea Abrego, y Lourdes Sánchez.
En el barrio porteño de Núñez,  abrió su primer atelier independiente en un Petit Hotel. Y fue así como en 2002, el Hipódromo de San Isidro fue el escenario donde Darío por fin presentó su primera colección sobre una pasarela. Al año siguiente decidió cambiar de locación y aún hoy recibe a modelos y clientas en su boutique de Vuelta de Obligado 4018, en el mismo barrio. 
A partir del 2004 empezó a ser convocado para participar de los más imponentes desfiles para presentar sus colecciones, entre las que se pueden mencionar Inmaculada, Sirenas, Eternamente Enamorada, Chic, Red Carpet, Profunda Obsesión, Cisne Negro y Ángel o Demonio.
En el 2011 fue invitado por Cancillería para presentar en Milán, Italia, su colección Cisne Negro. En su presentación de esta colección en el BAAM, Arbina no sólo brilló sobre la pasarela, sino que además decoró las paredes del salón San Isidro del Hotel Sheraton de Buenos Aires, ya que los cuadros de arte figurativo pintados en acrílico también fueron creación del diseñador.

## Fallecimiento
Luego de volver de un desfile en Miami (Estados Unidos) junto a Manuela Vidal Rivas, Dario Arbina falleció súbitamente producto de un paro cardiorrespiratorio al momento en que dormía en su casa, el viernes 4 de diciembre  de 2015. Según pericias forenses confirmaron que se trató de un Coma diabético. Arbina tenía 42 años de edad.
En su vida privada, el diseñador estaba casado con Alejandro , quien era su pareja desde hace varios años.

## Diseños
- Colección Renacer
- Colecciones Ángeles y Demonios
- Colección Esencia de Mujer
- Colección Black Swan
- Colecciones varias

## Producciones
- Colección Renacer
- Colección Esencia de Mujer
- Colección Black Swan
- Producción para Nubilis
- Colección Obsession